# Ikey Robinson
Isaac L. (Banjo Ikey) Robinson (Dublin (Virginia), 28 juli 1904 - Chicago (Illinois), 25 oktober 1990) was een Amerikaanse banjospeler en zanger (jazz en blues). Hij speelde ook gitaar en klarinet.
Zijn ouders waren semi-professionele muzikanten. Isaac Robinson werkte enige tijd als kapper. Op veertienjarige leeftijd ging hij werken als muzikant en speelde in enkele groepen uit Virginia, waaronder Bud Jenkinss Virginia Ravens. In 1926 verhuisde hij naar Chicago, waar hij in de jaren 1928-1929 speelde en platen opnam met Jelly Roll Morton, Clarence Williams en trompettist Jabbo Smith. Vanaf 1929 nam hij platen op als leider. Groepen waarin hij speelde waren Ikey Robinson and His Band, Banjo Ikey & His Bull Fiddle Band, the Hokum Trio, the Pods of Pepper, Sloke & Ike en Windy City Five. Vanaf de jaren veertig leidde hij kleine groepen. Begin jaren zestig speelde hij met saxofonist en klarinettist Franz Jackson. In de jaren zeventig toerde Robinson in Europa en speelde weer met Jabbo Smith. In 1975 speelde hij op een plaat van Jazz Lips, een groep van Peter "Banjo" Meyer.
Robinson verscheen in 1986 in een documentaire van Terry Zwigoff over Howard Armstrong, 'Louie Bluie'.

## Discografie
- Banjo "Ikey" Robinson 1929-1937, RST (cd)

- Bibliothèque nationale de France: cb139272223 (data)
- Gemeinsame Normdatei: 13467653X
- International Standard Name Identifier: 0000 0000 5551 3023
- Library of Congress Control Number: no93033238
- MusicBrainz: 979c2454-4a3c-4987-82e0-7444c19543a4
- Virtual International Authority File: 29106696
- WorldCat: E39PBJbGRqrR6RW7hRqwpQW4bd